# Смик Ніна Василівна
Смик Ніна Василівна (*15 лютого 1947, Рокитному) — українська письменниця-прозаїк. 

## Біографія
Народилась 15 лютого 1947 року в селищі Рокитному Рівненської області. Дитинство пройшло у с. Залав'я. В 1962 році закінчила восьмирічку, потім вчилася у вечірній школі робітничої молоді. Закінчила Дядьківський індустріальний технікум за фахом - технолог скляної промисловості. З 1964 по 1976 рр. працювала на різних посадах на Рокитнівському скляному заводі. У 1976 році її сім'я переїжджає до м. Світловодська Кіровоградської області. Там працювала майстром склодільниці, інженером-технологом. 1994 року повертається на Рівненщину.

## Творчість
Авторка книг «Троянда з відтінком розлуки» (2007), «Поштовх до життя» (2007), «Я загубив її…» (2007), «Спиш і бачиш» (2007), «Болючий спогад» (2008), «Автобіографічна повість» (2008).
Автор, як художник, віртуозно змальовує портрети наших сучасників. Мов яскраві акварелі, перед нами портрети, долі та щоденне життя людей, що творять наше сьогодення та нашу історію. У наш час[коли?] авторка працює над черговою книгою. 
Член Національної спілки письменників України з 2010 року. 
Письменниця є лауреатом обласної літературної премії імені Валер'яна Поліщука (2016).
Окремими книгами вийшли:
- Троянда з відтінком розлуки. - Рівне : О. Зень, 2007. - 256 с.
-  Я загубив її... - Рівне : Овід, 2007. - 328 с.
-  Поштовх до життя. - Рівне : Овід, 2007. - 336 с.
-  Спиш і бачиш : містика. - Рівне : Овід, 2007. - 276 с.
-  Болючий спогад. - Рівне : Овід, 2008. - 308 с.
-  Обійми гріха. - Київ : ДП "Інформаційно-аналітичне агентство", 2010. - 267 с.
-  Солодка мить гіркоти. - Київ : ДП "Інформаційно-аналітичне агентство", 2012. - 287 с.
-  Колючі шипи надії. - Київ : ДП "Інформаційно-аналітичне агентство", 2013. - 160 с.
-  Роздуми. Філософсько-містичні. - Рівне : Волин. обереги, 2014. - 116 с.
-  По гострому лезу життя. - Рівне : Волин. обереги, 2014. - 148 с.
-  Насіння висіяла доля. - Рівне : Волин. обереги, 2014. - 196 с.
-  Недоспівана мелодія... - Рівне : Волин. обереги, 2016. - 244 с.